# DDR-Skimeisterschaften 1972
Die 24. DDR-Skimeisterschaften sollten vom  15. bis zum 18. Januar 1972 im vogtländischen Skisportgebiet Klingenthal-Mühlleithen stattfinden. Dort war bereits aufgrund der ungünstigen Schneeverhältnisse das kurz vorher terminierte bekannte Mühlleithener Damenskirennen abgesagt worden. Der DDR-Skiläuferverband verschob die Generalprobe für die Olympischen Winterspiele in Sapporo zunächst, holte die Meisterschaft aber nicht mehr nach. Aus diesem Grund werden in vielen Publikationen die DDR-Meisterschaften von 1972 als ausgefallen gekennzeichnet. Dennoch wurden in der Wintersportsaison 1971/72 DDR-Meister für das Jahr 1972 gekürt, bei den Männern über 50 km, bei den Frauen über 10 km. Die dazugehörigen Wettbewerbe wurden aber auch wegen ungünstiger Wetterbedingungen von Oberhof nach Oberwiesenthal an die Sachsenbaude verlegt.

## Langlauf
Die äußeren Bedingungen waren nicht optimal zu nennen. Um überhaupt das Rennen durchführen zu könne, hatten die Organisatoren Ziel und Start an die auf 1100 m Höhe gelegene Sachsenbaude auf dem Fichtelberg gelegt. Die Spur bestand aus Altschnee, die Lufttemperatur betrug +5 °C.

### Männer

#### 50 km
Als klarer Sieger konnte Gert-Dietmar Klause die Meisterehren empfangen. Er ließ seine Konkurrenten mit großem Abstand hinter sich.
Datum:Mittwoch, 22. Dezember 1971
| Platz | Sportler            | Mannschaft                | Zeit (h) |
| ----- | ------------------- | ------------------------- | -------- |
| 1     | Gert-Dietmar Klause | SC Dynamo Klingenthal     | 2:55:39  |
| 2     | Rainer Groß         | SC Dynamo Klingenthal     | 3:00:16  |
| 3     | Gerhard Grimmer     | ASK Vorwärts Oberhof      | 3:00:54  |
| 4     | Rainer Motschmann   | SC Motor Zella-Mehlis     | 3:01:59  |
| 5     | Axel Lesser         | ASK Vorwärts Oberhof      | 3:02:04  |
| 6     | Hartmut Freyer      | SC Traktor Oberwiesenthal | 3:02:11  |

### Frauen

#### 10 km
Bei den Frauen gab es eher eine Überraschungssiegerin. Die Klingenthalerin Christel Thiel gewann Gold, vor der Nachwuchshoffnung Marita Dotterweich. Begünstigt wurde der Ausgang des Rennens durch die Aufgabe der favorisierten Läuferinnen Renate Fischer und Anni Unger wegen Stock- bzw. Skibruchs.
Datum: Mittwoch, 22. Dezember 1971
| Platz | Sportler           | Mannschaft                | Zeit (h) |
| ----- | ------------------ | ------------------------- | -------- |
| 1     | Christel Thiel     | SC Dynamo Klingenthal     | 39:36    |
| 2     | Marita Dotterweich | SC Dynamo Klingenthal     | 40:04    |
| 3     | Christine Philipp  | SC Traktor Oberwiesenthal | 40:10    |
| 4     | Veronika Travnicek | SC Traktor Oberwiesenthal | 40:13    |
| 5     | Sigrun Krause      | ASK Vorwärts Oberhof      | 40:23    |
| 6     | Margitta Rösch     | SC Traktor Oberwiesenthal | 40:52    |